# 베른
베른(독일어: Bern [ˈb̥ɛrn], 베른 독일어: Bärn [ˈpæːrn], 프랑스어: Berne [ˈbɛʀn], 이탈리아어: Berna [ˈbɛrna], 로만슈어: Berna [ˈbɛrnə])은 스위스의 연방시이며 사실상 수도이다. 2020년 기준으로 인구 약 14만 4000명으로, 베른은 스위스에서 다섯 번째로 인구가 많은 도시이다. 36개 지자체를 포함한 베른 광역권은 2014년 기준 인구 40만 6900명이었다.
베른의 공식 언어는 독일어이지만 실제로 가장 많이 사용하는 언어는 베른 독일어라는 고지 독일어 방언이다. 대부분의 시민은 두 언어를 사용할 수 있다.
1983년에 베른 중심가에 있는 구시가지는 유네스코 세계문화유산으로 등록되었고 베른은 세계에서 가장 삶의 질이 뛰어난 10대 도시에 이름을 올리고 있다.

## 어원
베른(Bern)이라는 이름의 어원은 불확실하다. 민속 어원에 근거한 지역 전설에 따르면 베른의 창시자인 체링겐 공작 베르히톨트 5세는 사냥에서 만난 첫 동물의 이름을 따서 도시 이름을 짓겠다고 맹세했고 이것이 곰으로 밝혀졌다. 도시 이름이 이탈리아 베로나의 이름을 따서 명명되었을 가능성이 있는 것으로 오랫동안 여겨져 왔다. 이 도시는 때때로 베로나와 구별하기 위해 베른 임 에쉬틀란드(Bern im Üechtland)로 불렸다. 베른 아연판을 발견한 결과 1980년대에는 이제 이 도시가 켈트족 기원의 기존 지명, 아마도 *berna ‘cleft’의 이름을 따서 명명되었다고 가정하는 것이 더 일반적이다. 곰은 적어도 1220년대부터 베른의 문장과 문장의 전령 동물이었다. 베렌그라벤(Bärengraben)에서 살아있는 곰을 기르는 것에 대한 최초의 언급은 1440년대로 거슬러 올라간다.

## 역사

### 초기
12세기 이전에 오늘날의 도심이 있었던 자리에 정착했음을 나타내는 고고학적 증거는 지금까지 발견되지 않았다. 고대 켈트족의 오피둠은 베른 북쪽의 엥게할빈젤 (Engehalbinsel 반도)에서 있었는데, 기원전 2세기(라텐 문화 시대 후기) 이래로 요새화되었으며 카이사르가 언급한 헬베티족의 12개 오피다(oppida) 중 하나로 생각되었다. 로마 시대 동안 갈로로마인들의 비쿠스는 같은 위치에 있었다. 베른 아연판의 이름은 브레노도르 (Brenodor, "브레노의 거주지")이다. 중세 초기, 현재 베른의 구인 붐플리츠(Bümpliz)의 정착지는 중세 도시에서 약 4km 떨어져 있었다.
중세 도시는 12세기에 어퍼 부르고뉴에서 권력을 잡은 체링겐 통치 가문의 토대이다. 14세기 역사서 《베른연대기》(Cronica de Berno, 1309)에 따르면 베른은 1191년 체링겐 공작 베르톨트 5세에 의해 설립되었다.
1218년 베르톨트가 후계자 없이 사망한 후, 베른은 신성 로마 제국 황제 프리드리히 2세의 베른 황금헌장에 의해 자유 제국 도시가 되었다.

### 스위스 서약동맹
1353년 베른은 스위스 서약동맹에 가입하여 1353년에서 1481년 사이의 형성 기간의 8개 주 중 하나가 되었다.
베른은 1415년에 아르가우, 1536년 보(Vaud)를 비롯한 다른 작은 영토를 침공하여 알프스 북부에서 가장 큰 도시국가가 되었다. 18세기에 이르러 오늘날 베른주와 보주의 대부분을 차지했다.
도시는 아레강에 의해 형성된 반도의 경계의 서쪽을 향해 성장했다. 치트글로게 탑은 1191년부터 1256년까지 도시의 서쪽 경계를 표시했으며, 이때 케피그투름(Käfigturm)은 1345년까지 이 역할을 맡았다. 그 다음에는 크리스토펠투름(Christoffelturm, 이전에는 현대 기차역이 있던 곳 근처에 위치)이 계승했다. 30년 전쟁 기간 동안 반도 전체를 보호하기 위해 소위 크고 작은 샹체(Schanze)라고 하는 두 개의 새로운 요새가 건설되었다.
1405년에 큰 화재가 발생한 후, 도시의 원래 목조 건물은 점차적으로 골조 주택으로 교체되었으며 이후 구시가지의 특징이 된 사암 건물이 되었다. 14세기에 유럽을 강타한 역병의 파도에도 불구하고 이 도시는 주로 주변 시골에서 온 이민자들로 인해 계속해서 성장했다.

### 현대
베른은 1798년 프랑스 혁명 전쟁 기간 동안 프랑스 군대에 의해 점령되었으며, 당시 영토의 일부가 박탈당했다. 1802년에 베르너 오버란트의 통제권을 되찾았고, 1814년 비엔나 회의에 따라 베른 쥐라를 새로 획득했다. 이 시기에, 그것은 다시 한번 1979년 쥬라주의 재건과 분계기간 동안 연방정부의 가장 큰 주가 되었다. 베른은 1848년에 새로운 스위스 연방 주 내에 연방시(연방 의회)가 되었다.
사회주의 제1인터내셔널과 제2인터내셔널의 다수의 대회가 베른에서 개최되었는데, 특히 스위스가 중립국이었던 제1차 세계대전 중에 그러했다.
이 도시의 인구는 15세기에 약 5,000명에서 1800년에는 약 12,000명, 1900년에는 60,000명 이상으로 증가하여 1920년대에 100,000명을 넘어섰다. 인구는 1960년대 165,000명을 정점으로 2000년 130,000명 미만으로 약간 감소했다. 2017년 9월 기준 거주 인구는 142,349명으로 그중 100,000명이 스위스 시민이고 42,349명(31%)이 거주 외국인이다. 추가로 추정되는 350,000명이 직접적인 도시 광역권에 살고 있다.

## 지리

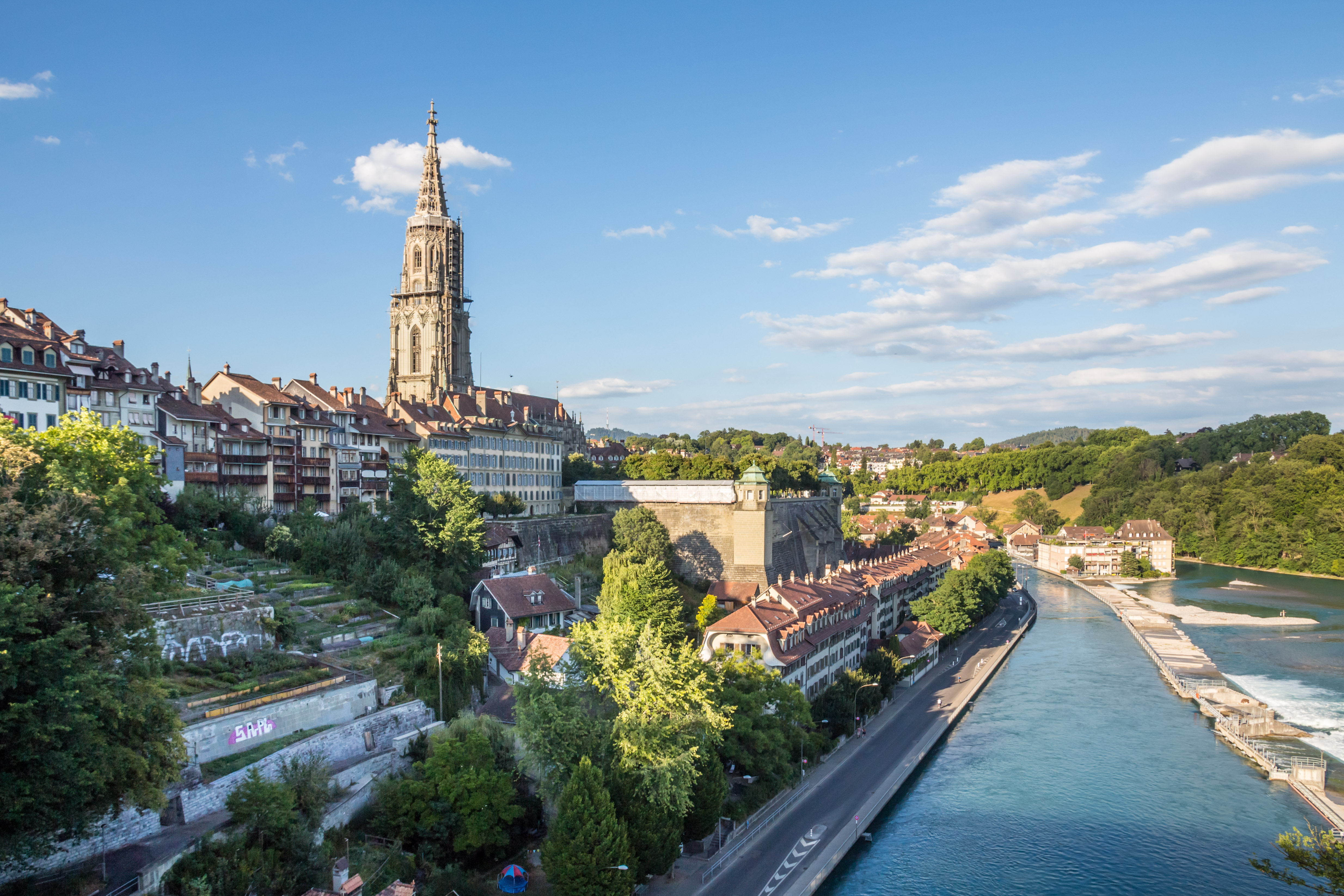
민스터가 있는 베른의 옛 도시와 마테 구역과 아레강

아레강은 베른 구시가지 주변을 넓은 고리 모양으로 흐른다

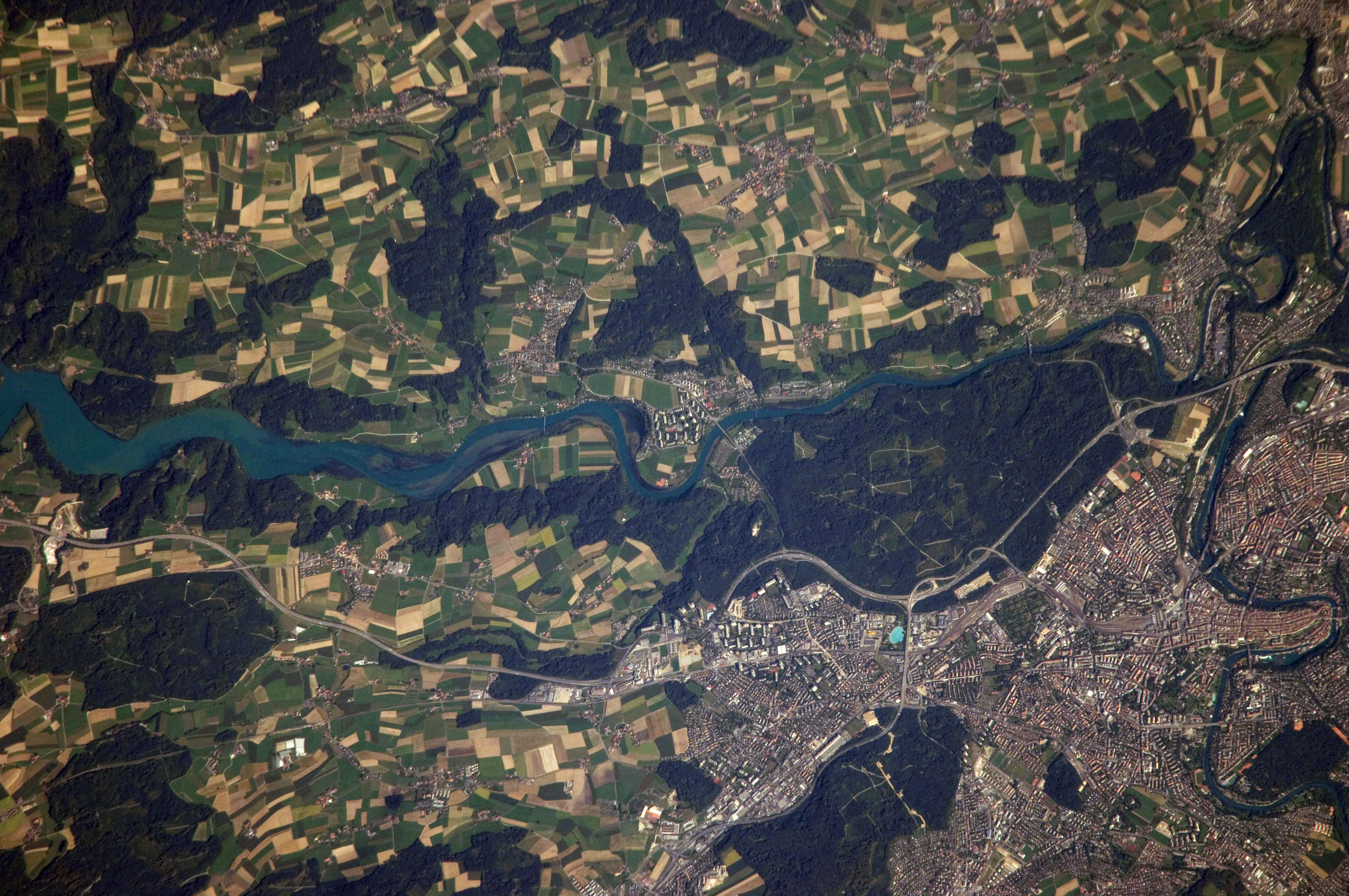
ISS 본 시가지, 구시가는 오른쪽

### 지형
베른은 스위스 중심부에서 약간 서쪽으로 베른 알프스에서 북쪽으로 20km 떨어진 베른주의 스위스 고원에 자리 잡고 있다. 베른 주변의 시골은 가장 최근의 빙하기에 빙하에 의해 형성되었다. 베른에서 가장 가까운 두 산은 높이가 864m인 구르텐과 947m인 반티거이다. 베른의 옛 천문대는 CH1903 좌표계의 원점이다.
이 도시는 원래 아레강으로 둘러싸인 구릉 반도에 건설되었지만 19세기에 이르러 자연 경계를 넘어섰다. 도시가 아레강 너머로 확장될 수 있도록 많은 다리가 건설되었다.
베른은 매우 고르지 않은 땅 위에 세워졌다. 아레강(마테, 마르칠리)의 도심 지역과 더 높은 지역(키르헨펠트, 렝가세) 사이에는 최대 60m의 고도차가 있다.
2013년 기준으로 베른의 면적은 51.62k㎡이다. 이 면적 중 9.42km 2 또는 18.2%가 농업 목적으로 사용되는 반면 17.21k㎡ (33.3%)는 삼림이다. 나머지 토지 중 23.76k㎡ (46.0%)가 정착(건물 또는 도로), 1.08k㎡ (2.1%)가 강 또는 호수, 0.14k㎡ (0.3%)는 불모지이다.
베른의 개발 지역 중 3.1%는 산업 건물, 22.3%는 주택 및 기타 건물로 구성되어 있으며, 12.9%는 교통 인프라에 할당된다. 전력과 수자원 기반 시설 및 기타 특별 개발 지역은 도시의 1.2%를 구성하고, 다른 6.5%는 공원, 녹지 및 스포츠 경기장으로 구성된다.
베른의 총 토지 면적 중 32.8%가 무성한 삼림이다. 농경지 중 13.3%는 작물 재배에 사용되며, 4.4%는 목초지로 지정된다. 지역 강과 시내는 시정촌의 모든 물을 제공한다.

### 기후
베른의 기후는 쾨펜의 기후 구분에 따르면 서안 해양성 기후(Cfb)를 띄며, 냉대 습윤 기후(Dfb)와의 점이지대에 있다.
베른 근처에서 가장 가까운 기상 관측소는 시내 중심에서 북쪽으로 약 5km 떨어진 촐리코펜에 있다. 베른의 가장 따뜻한 달은 7월로 일일 평균 기온은 18.8°C이고 일평균 최고 기온은 24.6°C이다. 베른/졸리코펜에서 기록된 최고 기온은 37.0°C이며, 2003년 8월에 기록되었다. 평균적으로 졸리코펜에서는 25°C 이상의 온도가 연간 40.7일, 30°C 이상의 온도로 연간 6일이 기록된다. 가장 따뜻한 날은 평균 32.1°C에 이른다.
1981-2010년 기간 동안 베른(졸리코펜)에는 103.7일의 공기 서리가 있고, 연간 22.3개의 얼음일 수가 있으며, 강설량은 14.1일, 적설량은 연간 36.7일이며 1년에 측정된 평균 강설량은 다음과 같다. 연도는 52.6cm이다. 평균적으로 1월은 가장 추운 달로 일일 평균 기온이 –0.4°C이고, 일일 최저 기온이 –3.6°C이다. 베른(졸리코펜)에서 기록된 가장 낮은 기온은 1929년 2월에 기록된 -23.0°C였으며, 일반적으로 연중 가장 추운 기온은 1981년부터 2010년까지 평균 기온은 -12.8°C에 이른다.
| 베른 (촐리코펜)의 기후                                              | 베른 (촐리코펜)의 기후 | 베른 (촐리코펜)의 기후 | 베른 (촐리코펜)의 기후 | 베른 (촐리코펜)의 기후 | 베른 (촐리코펜)의 기후 | 베른 (촐리코펜)의 기후 | 베른 (촐리코펜)의 기후 | 베른 (촐리코펜)의 기후 | 베른 (촐리코펜)의 기후 | 베른 (촐리코펜)의 기후 | 베른 (촐리코펜)의 기후 | 베른 (촐리코펜)의 기후 | 베른 (촐리코펜)의 기후 |
| 월                                                                  | 1월                    | 2월                    | 3월                    | 4월                    | 5월                    | 6월                    | 7월                    | 8월                    | 9월                    | 10월                   | 11월                   | 12월                   | 연간                   |
| ------------------------------------------------------------------- | ---------------------- | ---------------------- | ---------------------- | ---------------------- | ---------------------- | ---------------------- | ---------------------- | ---------------------- | ---------------------- | ---------------------- | ---------------------- | ---------------------- | ---------------------- |
| 역대 최고 기온 °C (°F)                                              | 15.9 (60.6)            | 18.5 (65.3)            | 23.0 (73.4)            | 28.2 (82.8)            | 31.4 (88.5)            | 33.7 (92.7)            | 36.8 (98.2)            | 37.0 (98.6)            | 31.6 (88.9)            | 25.5 (77.9)            | 20.8 (69.4)            | 19.1 (66.4)            | 37.0 (98.6)            |
| 일평균 최고 기온 °C (°F)                                            | 3.4 (38.1)             | 5.2 (41.4)             | 10.3 (50.5)            | 14.5 (58.1)            | 18.6 (65.5)            | 22.5 (72.5)            | 24.6 (76.3)            | 24.2 (75.6)            | 19.4 (66.9)            | 14.0 (57.2)            | 7.7 (45.9)             | 3.8 (38.8)             | 14.0 (57.2)            |
| 일일 평균 기온 °C (°F)                                              | 0.2 (32.4)             | 1.1 (34.0)             | 5.2 (41.4)             | 9.0 (48.2)             | 13.2 (55.8)            | 16.9 (62.4)            | 18.8 (65.8)            | 18.4 (65.1)            | 14.1 (57.4)            | 9.5 (49.1)             | 4.2 (39.6)             | 0.9 (33.6)             | 9.3 (48.7)             |
| 일평균 최저 기온 °C (°F)                                            | −2.9 (26.8)            | −2.8 (27.0)            | 0.3 (32.5)             | 3.4 (38.1)             | 7.6 (45.7)             | 11.3 (52.3)            | 13.0 (55.4)            | 12.9 (55.2)            | 9.2 (48.6)             | 5.5 (41.9)             | 1.0 (33.8)             | −2.1 (28.2)            | 4.7 (40.5)             |
| 역대 최저 기온 °C (°F)                                              | −21.8 (−7.2)           | −23.0 (−9.4)           | −15.6 (3.9)            | −7.9 (17.8)            | −2.2 (28.0)            | 0.9 (33.6)             | 3.6 (38.5)             | 3.5 (38.3)             | −0.8 (30.6)            | −5.5 (22.1)            | −13.9 (7.0)            | −20.5 (−4.9)           | −23.0 (−9.4)           |
| 평균 강수량 mm (인치)                                               | 60 (2.4)               | 56 (2.2)               | 65 (2.6)               | 78 (3.1)               | 112 (4.4)              | 102 (4.0)              | 108 (4.3)              | 112 (4.4)              | 87 (3.4)               | 86 (3.4)               | 77 (3.0)               | 78 (3.1)               | 1,022 (40.2)           |
| 평균 강설량 cm (인치)                                               | 11 (4.3)               | 11 (4.3)               | 5 (2.0)                | 1 (0.4)                | 0 (0)                  | 0 (0)                  | 0 (0)                  | 0 (0)                  | 0 (0)                  | 0 (0)                  | 5 (2.0)                | 14 (5.5)               | 47 (19)                |
| 평균 강수일수 (≥ 1.0 mm)                                            | 9.5                    | 8.7                    | 9.5                    | 9.6                    | 12.1                   | 11.4                   | 10.8                   | 11.0                   | 8.6                    | 10.4                   | 10.1                   | 10.6                   | 122.3                  |
| 평균 강설일수 (≥ 1.0 cm)                                            | 3.6                    | 3.2                    | 1.6                    | 0.4                    | 0.0                    | 0.0                    | 0.0                    | 0.0                    | 0.0                    | 0.1                    | 1.1                    | 3.2                    | 13.2                   |
| 평균 상대 습도 (%)                                                  | 84                     | 79                     | 73                     | 70                     | 72                     | 72                     | 71                     | 73                     | 79                     | 84                     | 86                     | 86                     | 77                     |
| 평균 월간 일조시간                                                  | 66                     | 94                     | 151                    | 179                    | 197                    | 223                    | 245                    | 228                    | 175                    | 119                    | 66                     | 53                     | 1,797                  |
| 가능 일조율                                                         | 26                     | 35                     | 44                     | 47                     | 45                     | 50                     | 55                     | 56                     | 50                     | 38                     | 26                     | 22                     | 43                     |
| 출처: 스위스 연방 기상청 (평년값: 1991년~2020년, 극값: 1901년~현재) |                        |                        |                        |                        |                        |                        |                        |                        |                        |                        |                        |                        |                        |

## 인구통계
베른의 인구(2020년 12월 기준)는 134,794명이다. 인구의 약 34%가 거주 외국인이다. 2000년에서 2010년 사이의 10년 동안 인구는 0.6%의 비율로 변화했다. 이민은 1.3%, 출생 및 사망은 -2.1%를 차지했다.
2000년 기준 인구 대부분인 104,465명(81.2%)이 독일어를 모국어로 사용하고, 이탈리아어가 5,062명(3.9%)으로 두 번째로 많이 사용하고, 프랑스어가 4,671명(3.6%)으로 세 번째로 사용된다. 로만슈어를 구사하는 사람은 171명이다.
2008년 기준으로 인구는 남성 47.5%, 여성 52.5%이다. 인구는 44,032명의 스위스 남성(인구의 35.4%)과 15,092명(12.1%)의 비스위스계 남성으로 구성되었다. 스위스 여성은 51,531명(41.4%), 비스위스계 여성은 13,726명(11.0%)이었다. 시정촌 인구 중 39,008명(약 30.3%)이 2000년 베른에서 태어나 그곳에 살았다. 같은 주에서 태어난 27,573명(21.4%)이 있었고, 스위스 타지에서 태어난 25,818명(20.1%)이 있었다. 27,812명(21.6%)이 스위스 이외의 외국에서 태어났다.
2000년 기준으로 아동·청소년(0~19세)이 15.1%, 성인(20~64세)이 65%, 노인(64세 이상)이 19.9%를 차지한다.
2000년을 기준으로 시정촌에 미혼이거나 싱글인 사람은 59,948명이다. 기혼자는 49,873명, 미망인은 9,345명, 이혼한 사람은 9,468명이다.
2000년 기준으로 시정촌의 개인가구는 67,115세대로 가구당 평균 1.8명이다.  1인 가구는 34,981가구, 5인 이상 가구는 1,592가구였다. 2000 년에는 총 65,538세대(전체의 90.6%)가 상설 임대되었으며, 5,352세대(7.4%)가 성수기이며 1,444세대(2.0%)가 비어 있었다. 2009 년 기준 신규주택 건설률은 인구 1000명당 1.2세대였다.
2003년 현재 베른의 평균 아파트 임대료는 월 1108.92 스위스 프랑 (CHF)이었다(2003년부터 US$890, £500, €710 약 환율). 원룸 아파트의 평균 가격은 619.82 CHF(US$500, £280, €400)였고, 투룸 아파트는 약 879.36 CHF(US$700, £400, €560), 1040.54 CHF(US$830, £470, €670) 및 6개 이상의 방 아파트 비용은 평균 2094.80 CHF(US$1680, £940, €1340)이다. 베른의 평균 아파트 가격은 전국 평균 1116CHF의 99.4%였다. 2010년 베른의 공실률은 0.45%였다.
역사적 인구는 다음의 차트와 같다:
| 역사적 인구 데이터 | 역사적 인구 데이터 | 역사적 인구 데이터 | 역사적 인구 데이터 | 역사적 인구 데이터 | 역사적 인구 데이터 | 역사적 인구 데이터 | 역사적 인구 데이터 | 역사적 인구 데이터 | 역사적 인구 데이터 | 역사적 인구 데이터 | 역사적 인구 데이터 |
| 연도               | 총 인구            | 독일어             | 프랑스어           | 개신교             | 가톨릭             | 유대인             | 크리스천 가톨릭    | 기타 또는 무응답   | 무교               | 스위스계           | 비스위스계         |
| ------------------ | ------------------ | ------------------ | ------------------ | ------------------ | ------------------ | ------------------ | ------------------ | ------------------ | ------------------ | ------------------ | ------------------ |
| 1700               | 14,219             |                    |                    |                    |                    |                    |                    |                    |                    |                    |                    |
| 1730               | 15,932             |                    |                    |                    |                    |                    |                    |                    |                    |                    |                    |
| 1764               | 14,515             |                    |                    |                    |                    |                    |                    |                    |                    |                    |                    |
| 1798               | 12,186             |                    |                    |                    |                    |                    |                    |                    |                    |                    |                    |
| 1818               | 18,997             |                    |                    |                    |                    |                    |                    |                    |                    |                    |                    |
| 1837               | 24,362             |                    |                    |                    |                    |                    |                    |                    |                    |                    |                    |
| 1850               | 29,670             |                    |                    | 27,986             | 1,478              |                    | 206                |                    |                    | 28,009             | 1,661              |
| 1880               | 44,087             | 41,784             | 1,875              | 39,948             | 3,456              |                    | 387                | 296                |                    | 40,463             | 3,624              |
| 1910               | 90,937             | 83,144             | 4,566              | 78,234             | 9,650              |                    | 1,056              | 1,997              |                    | 81,335             | 9,602              |
| 1930               | 111,783            | 102,444            | 6,378              | 95,600             | 13,280             |                    | 854                | 2,049              |                    | 104,864            | 6,919              |
| 1950               | 146,499            | 129,781            | 10,262             | 118,823            | 23,295             | 1,089              | 792                | 2,500              |                    | 139,367            | 7,132              |
| 1970               | 162,405            | 133,737            | 8,041              | 115,779            | 41,374             | 635                | 561                | 4,056              |                    | 139,873            | 22,532             |
| 1990               | 136,338            | 110,279            | 5,236              | 79,889             | 36,723             | 335                | 334                | 19,057             | 10,006             | 112,599            | 23,739             |

### 종교
2000년 인구조사에서 스위스 개혁 교회에 속한 사람은 60,455명(47.0%)이었고, 가톨릭 교회에 속한 사람은 31,510명(24.5%)였다. 나머지 인구 중 정교회 교인은 1,874명(인구의 약 1.46%), 크리스천 가톨릭 교회 교인은 229명(인구의 약 0.18%)이었다. 다른 기독교 종교에 속한 사람 5,531명(또는 인구의 약 4.30%)이 있었다. 유대인은 324명(인구의 약 0.25%)이었고, 이슬람교는 4,907명(인구의 약 3.81%)이었다. 불교도 629명, 힌두교도 1,430명, 타 종교 177명이 있었다. 16,363명(인구의 약 12.72%)은 무종교, 불가지론 또는 무신론자이며, 7,855명(인구의 약 6.11%)이 질문에 대답하지 않았다.

## 경제
2010년 현재 베른의 실업률은 3.3%이다. 2008년 현재 1차 경제 부문에 259명이 고용되어 있으며 이 부문에 약 59개 기업이 참여하고 있다. 16,413명이 2차 부문에 고용되었고 이 부문에 950개의 기업이 있었다. 135,973명이 3차 부문에 고용되었으며 이 부문에 7,654개의 기업이 있다.
2008년에 정규직에 상응하는 총 일자리수는 125,037개였다. 1차 부문의 일자리 수는 203개였으며 그중 184개는 농업에, 19개는 임업 또는 목재 생산에 종사했다. 2차 부문의 일자리 수는 15,476개였으며 그중 7,650개(49.4%)가 제조업, 51개(0.3%)가 광업, 6,389개(41.3%)가 건설에 종사했다. 3차 부문의 일자리는 109,358개였다. 3차 부문에서는 도소매업 11,396명(10.4%), 자동차 수리업 10,293명(9.4%), 호텔·레스토랑 5,090명(4.7%), 정보업 7,302명(6.7%) 순이었다. 8,437개(7.7%)가 보험 또는 금융 산업, 10,660개(9.7%)가 기술 전문가 또는 과학자, 5,338개(4.9%)가 교육, 17,903개(16.4%)가 의료 분야였다.
2000년 기준 자치단체로 통근하는 근로자는 94,367명, 외부 출퇴근자는 16,424명이었다. 지자체는 근로자의 순수입 주이며, 떠날 때마다 약 5.7명의 근로자가 지자체에 들어간다. 근로 인구의 50.6%가 대중교통을 이용하여 출근하고 20.6%가 자가용을 이용하였다.

## 교육

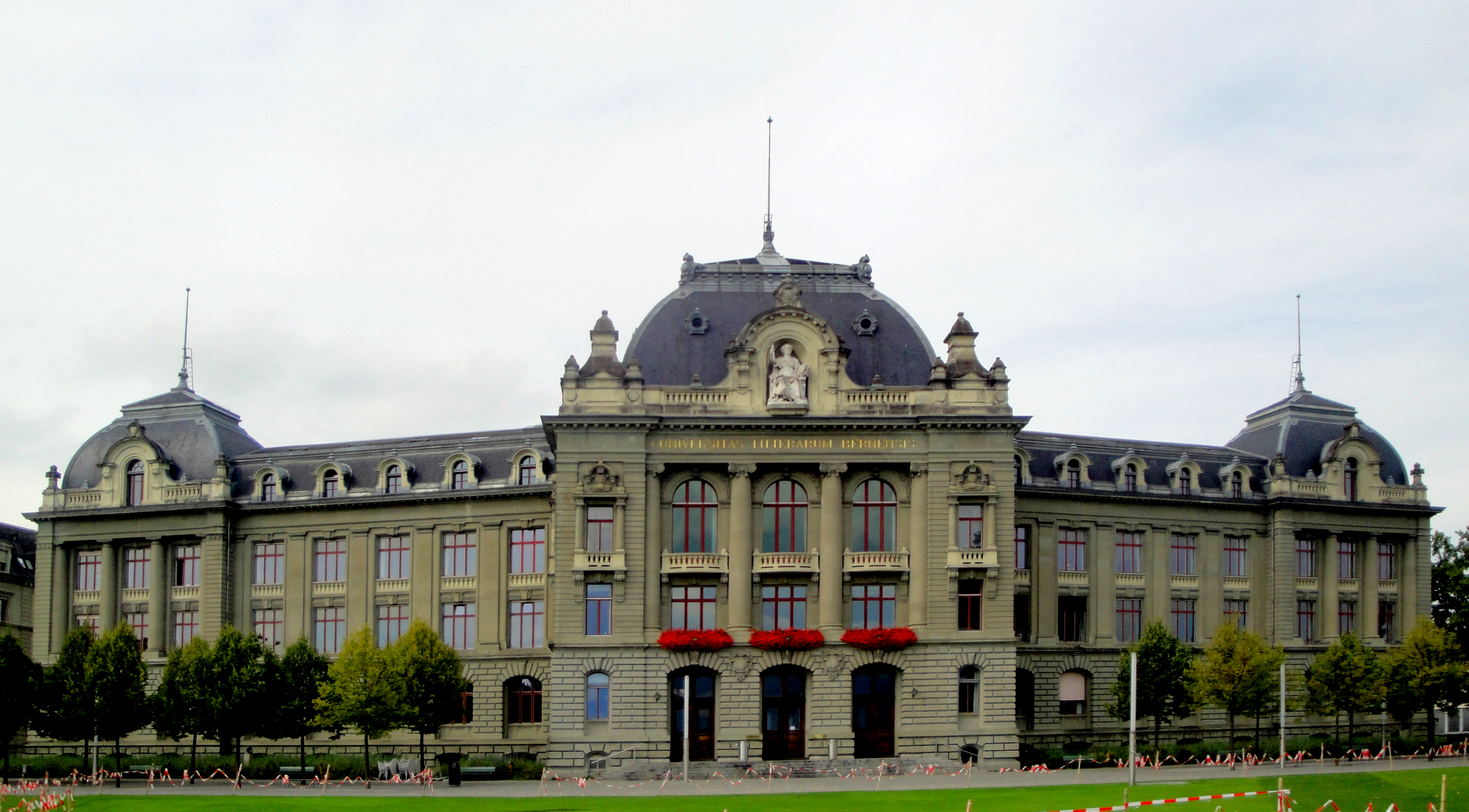
베른대학교 본관

건물이 주로 렝가세 지구에 위치한 베른 대학교는 베른에 있으며 응용학문대학과 여러 직업 학교도 있다.
베른에서는 인구의 약 50,418명(39.2%)이 비필수 고등교육을 이수했으며 24,311명(18.9%)이 추가 고등 교육(대학 또는 응용학문대학)을 마쳤다. 고등교육을 마친 24,311명 중 51.6%가 스위스 남성, 33.0%가 스위스 여성, 8.9%가 비스위스계 남성, 6.5%가 비스위스계 여성이었다.
베른 학교 시스템은 1년의 의무 없는 유치원과 6년의 초등학교를 제공한다. 이후 3년 동안의 의무적 중학교 과정을 거쳐 학생을 능력과 적성에 따라 구분한다. 중학교 이하 학생들은 추가 교육을 받거나 견습 과정에 들어갈 수 있다.
2009-10학년도 동안 베른의 수업에 참석한 총 10,979명의 학생이 있었다. 시정촌에는 89개의 유치원 수업이 있었고 총 1,641명의 학생이 있었다. 유치원생 중 32.4%는 스위스의 영주권 또는 임시 거주자(시민권 아님)였으며 40.2%는 교실 언어와 다른 모국어를 사용한다. 지방 자치 단체에는 266개의 초등 학급과 5,040명의 학생이 있었다. 초등학생 중 30.1%는 스위스의 영주권 또는 임시 거주자(시민권 아님)였으며 35.7%는 교실 언어와 다른 모국어를 사용한다. 같은 해에 총 2,581명의 학생과 함께 151개의 중학교가 있었다. 스위스의 영주권자 또는 임시 거주자(시민이 아님)인 28.7%가 있었고 32.7%는 교실 언어와 다른 모국어를 사용했다.
베른에는 8개의 도서관이 있다. 이러한 라이브러리에는 다음이 포함된다. 스위스. 국립 도서관/국립 도서관, 베른 대학 도서관, 베른 콘하우스 도서관, BFH 경제 및 행정 베른, BFH 보건, BFH 사회 사업, 베른 예술, 디자인 및 예술 대학 및 베른 예술 대학, 음악 라이브러리. 도서관에는 총 10,308,336권 (2008년 기준)이 소장되어 있으며, 같은 해 총 2,627,973권이 대출되었다.
2000년 기준, 베른에는 다른 지방 자치 단체에서 온 학생이 9,045명이었고 거주자는 1,185명이 지방 자치단체 이외의 학교에 다녔다.

## 교통

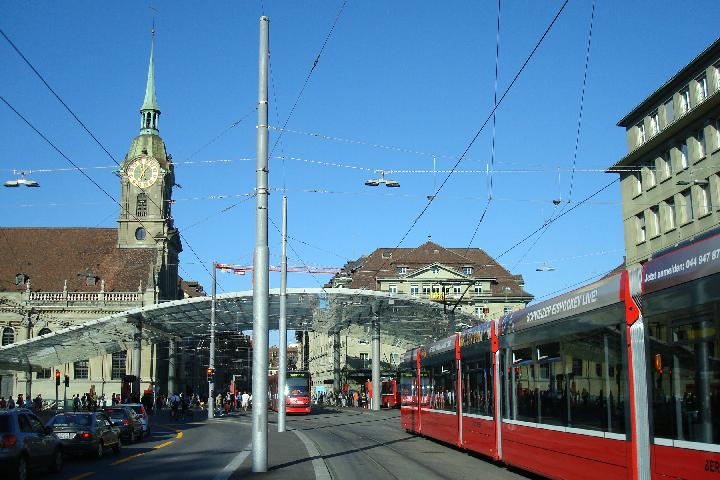
반호프플라츠의 트램역

베른에는 기차, 트램, 무궤도 전차와 일반 모터 버스가 밀집한 네트워크가 있다. 베른 S-반은 스위스에서 두 번째로 붐비는 곳이다.
베른은 베른주와 졸로투른주를 포함하고 비엘/비엔, 졸로투른 및 툰 마을을 포함하는 리베로 요금 네트워크의 중심이다. 이 네트워크를 통해 운송업체에 관계없이 기차, 포스트오토 버스, 트램, 버스(무궤도 전차나 모터 버스) 등 모든 대중교통 수단으로 쉽고, 통제된 여행을 할 수 있다. 요금은 여정의 구역 수를 기준으로 한다. 베른 중심부(뷤플리츠, 베틀레헴, 보티겐, 브뤼넨 및 지자체의 서쪽에 있는 리드바흐는 제외)는 요금 구역 100의 일부이다.
이 도시는 광범위한 S-반 망과 많은 지역과 국제적 연결된 철도가 운행되고 있다. 베른역은 스위스에서 두 번째로 붐비는 역(2014년 하루 202,600명의 승객)이며, 이 지역의 주요 교통 허브이다.
마칠리반이라고 하는 푸니쿨라 철도는 마칠리구에서 연방원(베른정부청사)까지 이어진다. 길이가 106m인 이 철도는 자그레브 케이블카 다음으로 유럽에서 두 번째로 짧은 공공 철도이다.

### 도로
여러 개의 아레강 다리가 도시의 오래된 부분과 반도 외부의 새로운 지역을 연결한다.
베른은 여러 고속도로 (A1, A12, A6)로 다른 도시와 잘 연결되어 있다.

### 공항
2021년 3월 현재, 벨프 타운 근처 도시 외곽에 위치한 베른 공항(구어로 베른-벨프 또는 벨프무스)은 대부분 일반 항공과 전세 항공편을 제공한다. 취리히 공항, 제네바 공항 및 유로 에어포트 바젤 뮐루즈 프라이부르크는 항공 교통의 관문 역할을 하며 베른에서 기차나 자동차로 2시간 이내에 모두 도달할 수 있다.

### 자전거
도시는 전용 자전거 도로와 같은 더 나은 기반 시설을 통해 베른을 스위스의 “자전거 수도”로 만들기 위해 노력했다. 푸블리비케(PubliBike)는 자전거 공유 시스템을 운영한다.

## 관광

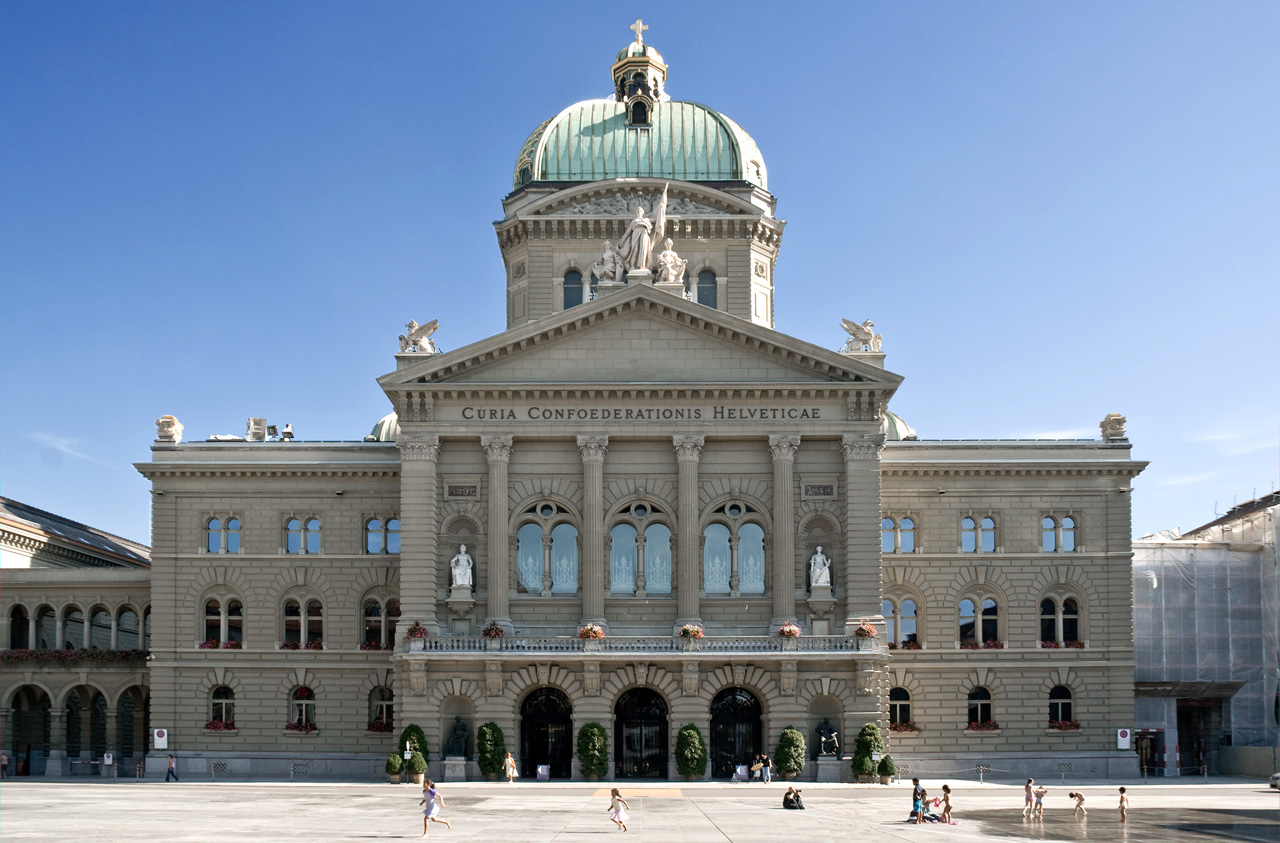
스위스 연방궁 건물

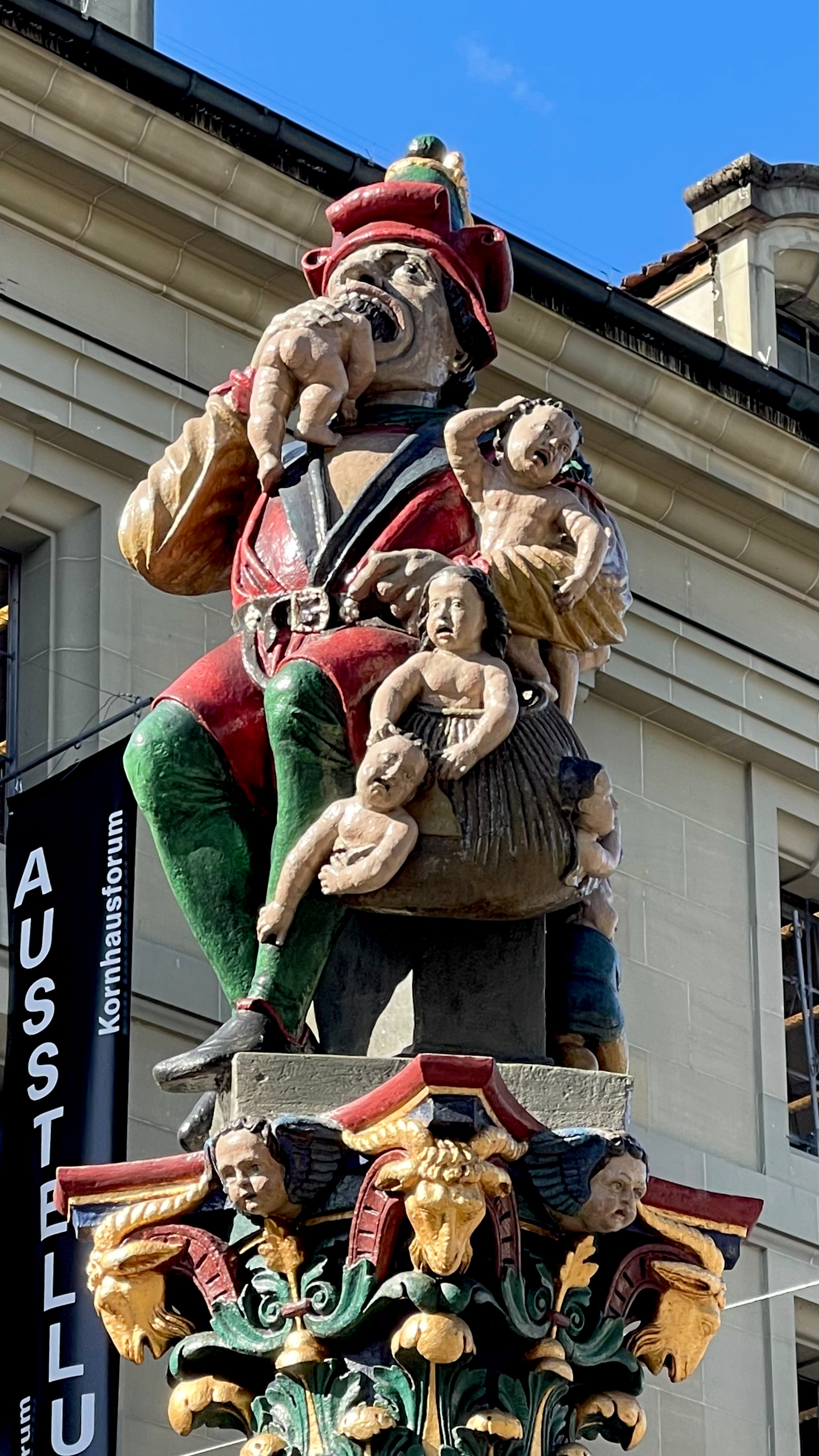
킨들리프레서브룬넨의 오거에는 먹히기를 기다리는 아이 주머니가 있다.

베른 도심의 구조는 대체로 중세적이며 유네스코에 의해 세계문화유산으로 인정받았다. 아마도 가장 유명한 광경은 움직이는 인형이 있는 정교한 중세 시계탑인 치트글로게(Zytglogge는 베른 독일어로 "시간 종")일 것이다. 또한 인상적인 15세기 고딕 성당인 뮌스터와 15세기 시청이 있다. 6km의 아케이드 덕분에 구시가지는 유럽에서 가장 긴 지붕이 덮인 쇼핑 산책로 중 하나를 자랑한다.
16세기부터 이 도시에는 니데그브뤼케의 맨 끝에 곰 구덩이인 베렌그라벤(Bärengraben)이 있어 전령 동물을 수용했다. 네 마리의 곰은 현재 인근 야외 우리에 보관되어 있으며, 다른 두 마리는 러시아 대통령이 선물한 데흘횔츨리(Dählhölzli) 동물원에 보관되어 있다.
1857년에서 1902년 사이에 지어진 연방궁(Bundeshaus)도 방문할 수 있다.
알버트 아인슈타인은 기적의 해 논문이 출판된 해인 1903년부터 1905년까지 아인슈타인 하우스가 있던 곳인 크램라세 49번지의 아파트에서 살았다.
중세 시내 중심가의 아름다운 전경을 즐길 수 있는 장미정원(Rosengarten)은 언덕 위의 잘 관리된 로사리움으로, 1913년 옛 묘지를 공원으로 개조했다.
구시가지의 공공 분수대에는 11개의 르네상스 우화 조각상이 있다. 한스 힐트브란트가 만든 체링거 분수를 제외한 거의 모든 16세기 분수는 프리부르 마스터 한스 기엥의 작품이다. 더 흥미로운 분수 중 하나는 킨들리프레저브룬넨(아이를 잡아먹는 분수)으로, 유대인, 그리스 신 크로노스 또는 말 안 듣는 아이들을 겁주기 위한 사육제 인물을 나타낸다고 주장한다.
베른의 가장 최근 광경은 연방궁 앞의 분수대이다. 2004년 8월 1일 개시하였다.

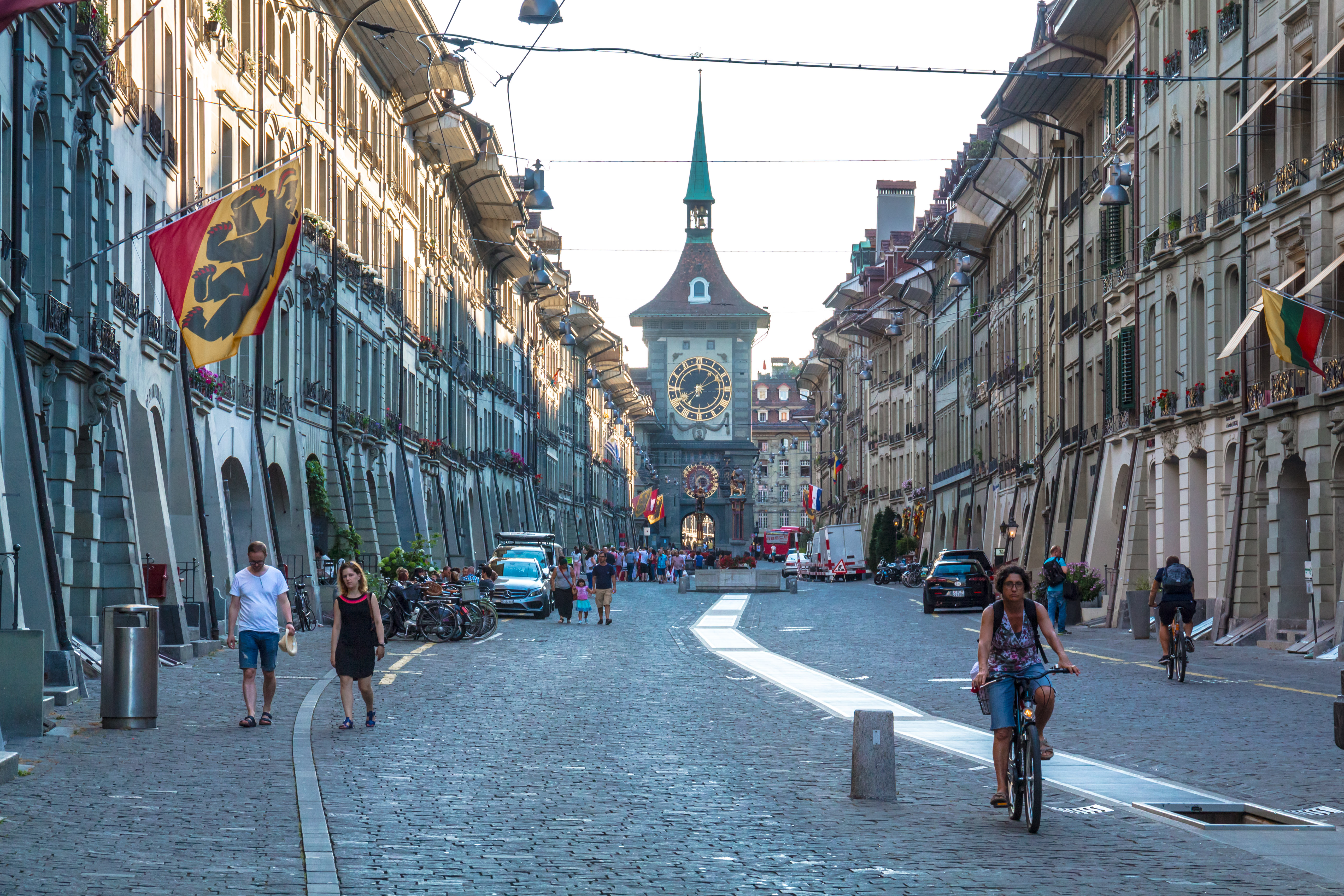
치트글로게 시계탑과 시의 중세풍 쇼핑 산책로 (라우벤)

만국 우편 연합이 베른에 위치해 있다.

### 국가중요문화재
베른에는 국가적으로 중요한 114개의 스위스 유산이 있다.
여기에는 유네스코 세계문화유산이기도 한 구시가지 전체와 그 안과 주변의 많은 유적지가 포함된다. 구시가지에서 가장 주목할만한 것 중 일부는 1421년에 시작되어 스위스에서 가장 높은 대성당, 구시가지의 두 번의 연속 확장을 나타내는 치트글로게와 죄수의 탑(Käfigturm), 그리고 하나인 성신 교회를 포함한다. 스위스에서 가장 큰 스위스 개혁 교회 중 하나이다. 구시가지 내에는 11개의 16세기 분수가 있으며 대부분은 한스 기엥의 작품으로 목록에 있다.
구시가지 외부의 유산에는 베렌그라벤, 게베르베슐레 베른(1937), 연방 기념물 보관소, 키르헨펠트 맨션 지구(1881년 이후), 툰플라츠브루넨, 연방 조폐국 건물, 연방 기록보관소, 스위스가 있다. 국립 도서관, 베른역사박물관, 알파인 박물관, 통신 박물관 및 자연사 박물관.

## 스포츠

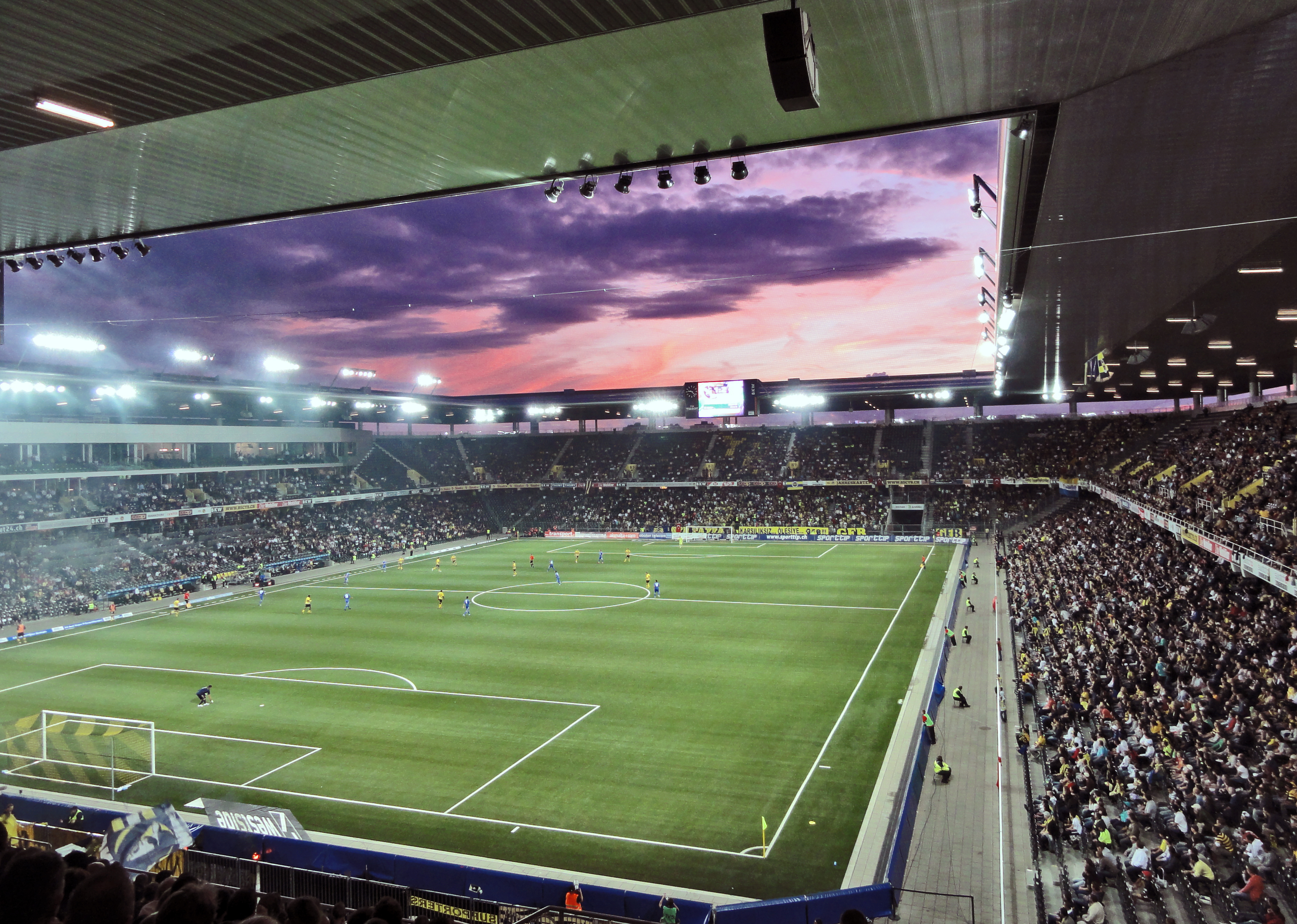
스타드 드 스위스

베른은 1954년 FIFA 월드컵 결승전이 열린 곳으로, 서독이 헝가리 골든 팀을 3-2로 꺾은 곳이었다. 축구팀 BSC 영 보이스는 베른의 스타드 드 스위스에 기반을 두고 있다. 이 경기장은 2008년 UEFA 유럽 선수권 대회 개최지 중 하나이기도 하다.
1994년에 설립된 FC 브라이텐라인 베른도 베른에서 뛰고 있다.
SC 베른은 포스트파이낸스 아레나에서 뛰는 베른의 주요 아이스하키팀이다. 그들은 스위스에서 가장 높은 리그인 내셔널 리그 (NL)에서 경쟁한다. 팀은 10년 이상 동안 유럽 하키팀의 관중석에서 가장 높은 순위를 차지했다. 포스트파이낸스 아레나는 2009 IIHF 아이스하키 세계 선수권 대회의 개막전과 토너먼트 결승전을 포함한 주요 개최지였다.
포스트파이낸스 아레나는 2011년 유럽 피겨 스케이팅 선수권 대회의 개최지이기도 하다.
베른 카디널스(Bern Cardinals)는 올멘트에서 뛰는 베른의 야구 및 소프트볼팀이다.
베른 그리즐리스(Bern Grizzlies)는 베른에 있는 미식축구 클럽으로 애쓸레틱스 아레나 반크로르프에서 뛰고 있다.
베른은 2010년 동계 올림픽 개최 후보였으나 2002년 9월 지역 주민들의 지지가 없다는 주민투표가 통과되자 입찰을 철회했다. 그 게임은 결국 브리티시 컬럼비아주 밴쿠버에 수여되었다.
RC 베른은 1972년부터 시작된 지역 럭비 클럽이며 알멘트에서 뛰고 있다. 여성 팀은 1995년에 창단되었다.
그렘가르텐발트 지역은 한때 스위스 그랑프리를 개최했던 그랑프리 자동차 경주 코스인 브렘가르텐 서킷의 본거지였다.
베른 베어즈는 2010년부터 베른시에서 시작된 NGO 농구 클럽이다.
스위스 그랑프리는 1950년부터 1954년까지 서킷 브렘가르텐 거리 트랙에서 개최되었으며 MotoGP도 1949년부터 1954년까지 스위스 오토바이 그랑프리를 운영했다. 1955년 르망 재해 이후 스위스가 모터포트를 금지한 후 서킷은 결국 황폐해졌다. 2015년에 전기 경주를 개최하기 위해 수정을 가했고, 이것이 2019년 스위스 ePrix가 일어난 방식이다.

## 문화

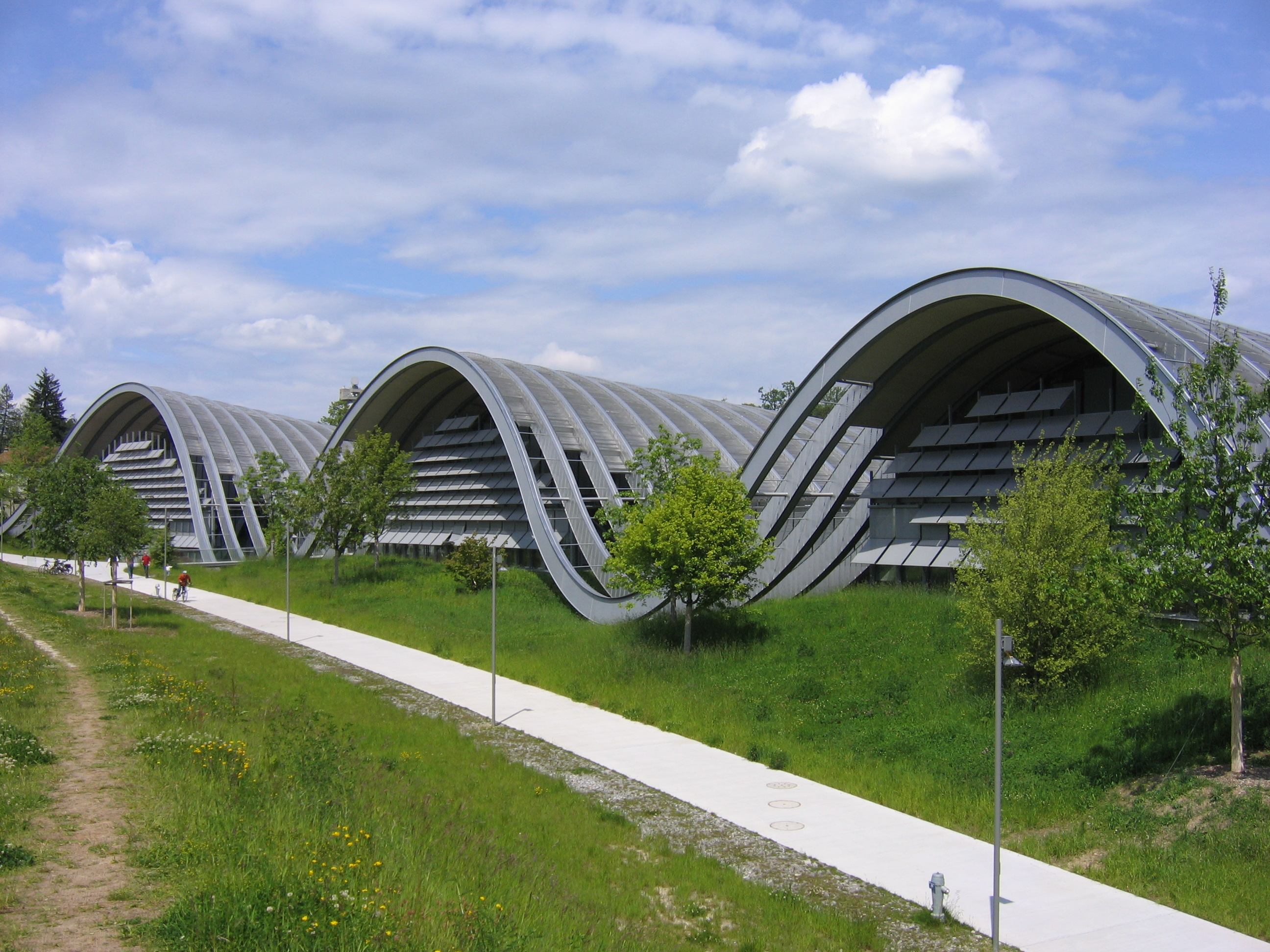
첸트룸 파울 클레

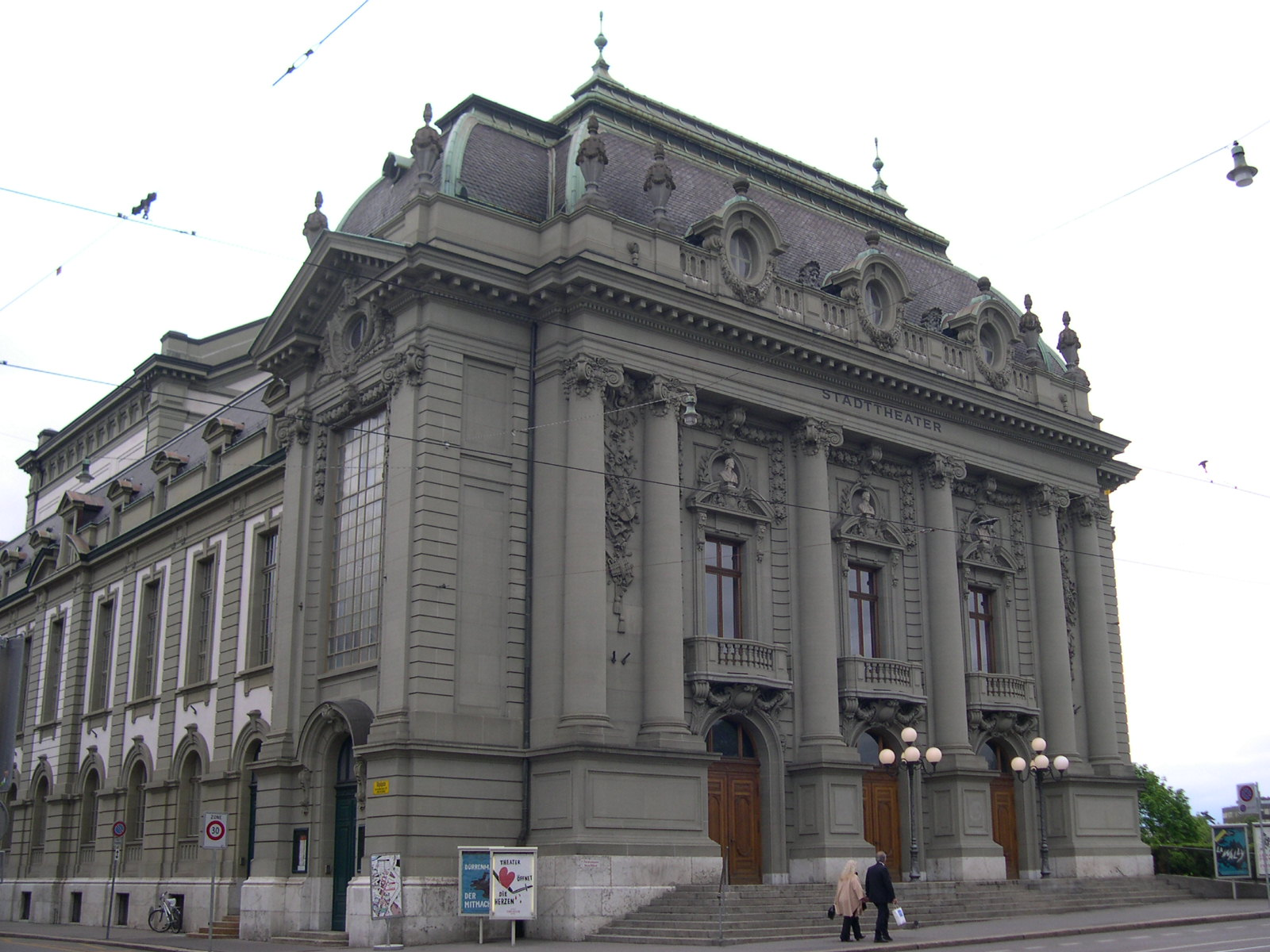
슈타트 씨어터

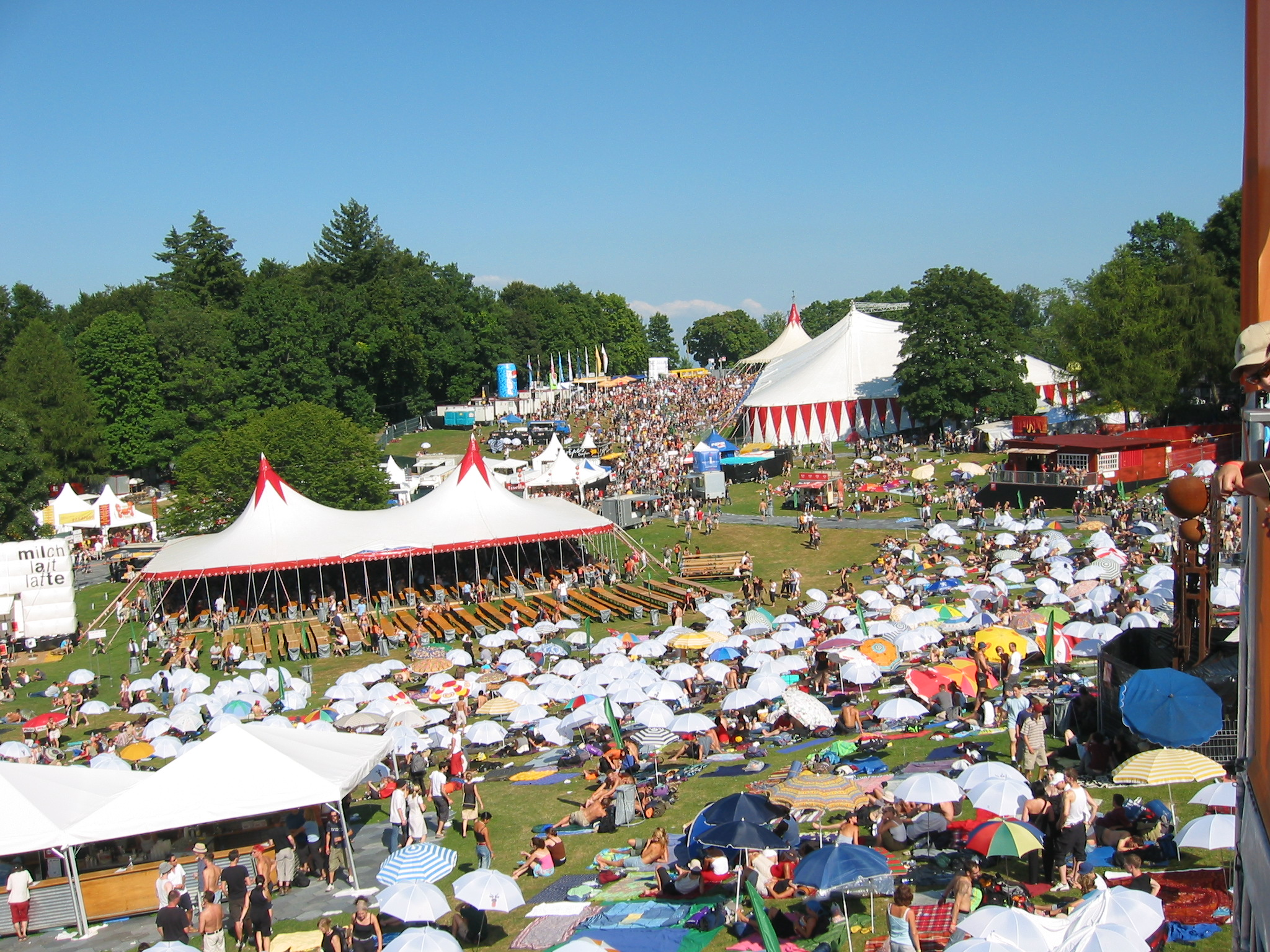
구르텐페스티발, 2003

### 극장
- 베른 극장 (Bern Theatre)
- 나렌팍 극장 베른 (Narrenpack Theatre Bern)
- 쉴라흐트하우스 극장 (Schlachthaus Theatre)
- 토조 극장 (Tojo Theater)
- 에핑거 스트리트의 극장 (Effinger)
- Theatre am Käfigturm

### 영화관
베른에는 수십 개의 영화관이 있다. 독일 스위스의 관례에 따라 영화는 일반적으로 독일어로 제작된다. 일부 영화관의 일부 영화는 독일어 및 프랑스어 자막과 함께 원래 언어로 상영된다.

### 영화제
- 쉬니트 국제 단편영화축제 (shnit International Shortfilmfestival) : 매년 10월 초에 개최된다.

### 축제
- BeJazz 하계, 동계 축제
- 버스커스 베른 스트리트 뮤직 페스티벌
- 구르텐 축제
- 국제 재즈 페스티벌 베른
- 택리스 페스티벌

### 음악행사
Musikpreis des Kantons 베른은 "베른 음악계를 형성하는 뛰어난 음악가들"에게 영예를 돌리는 연례 음악 행사이다.

### 박람회
- 치벨레메리트(Zibelemärit) - 양파 시장은 11월 넷째 월요일에 열리는 연례 박람회이다.
- 베르네제 파스나흐트 (카니발)